# Cantharellus ignicolor
Cantharellus ignicolor är en svampart som beskrevs av R.H. Petersen 1975. Cantharellus ignicolor ingår i släktet Cantharellus och familjen kantareller.   Inga underarter finns listade i Catalogue of Life.